# Léon Laya
Pour les articles homonymes, voir Laya.
Augustin André Léon Laya, né le 4 décembre 1810 dans l'ancien 11e arrondissement de Paris et mort le 5 septembre 1872, 8 rue Blanche dans le 9e arrondissement de Paris, est un auteur dramatique français.

## Biographie
Il est l’auteur d’une trentaine de comédies qui eurent un assez vif succès, dû tour à tour à la délicatesse de l’idée ou à la pureté et à la vivacité de la forme. En 1859, son Duc Job, en quatre actes, fut l’un des succès de vogue les plus soutenus du Théâtre-Français.
Une douzaine d'années après sa création, lors d'une reprise du Duc Job au Théâtre-Français où l'on affichait complet, la nouvelle du suicide de son auteur suscita un vif étonnement. Léon Laya, qui mettait alors la dernière main à une pièce qui devait s'intituler Anna et dont les rôles avaient déjà été distribués pour être jouée au Gymnase-Dramatique, s'était pendu à son domicile à l'aide de sa cravate. On trouva dans sa chambre deux billets, l'un adressé à Derval, bras droit du directeur du Gymnase, contenant la version peaufinée du quatrième acte de sa nouvelle comédie, et l'autre à Aimée Desclée, l'actrice qui devait en tenir le rôle principal.
Fils de l’académicien Jean-Louis Laya, Léon Laya était officier de la Légion d'honneur. Il est inhumé au cimetière de Montmartre (23e division).

## Théâtre
- Le Docteur du défunt, comédie-vaudeville en 1 acte, avec W. Lafontaine et Pierre Carmouche, Paris, Théâtre du Vaudeville, 28 juin 1825
- Le Dandy, comédie en 2 actes, mêlée de chants, avec Jacques-François Ancelot, Paris, Théâtre du Vaudeville, 15 octobre 1832 Texte en ligne
- La Robe de chambre, ou les Mœurs de ce temps-là, comédie en 1 acte mêlée de chants, avec Jacques-François Ancelot, Paris, Théâtre du Vaudeville, 10 juin 1833
- Le Poltron, comédie en 1 acte, avec Jean-François Bayard, Charles Potron et Alphonse Gauthier, Paris, Théâtre du Vaudeville, 9 octobre 1835
- La Liste de mes maîtresses, comédie en 1 acte, mêlée de couplets, avec Charles Potron, Paris, Théâtre du Palais-Royal, 26 janvier 1838
- La Lionne, comédie en 2 actes, mêlée de chant, avec Jacques-François Ancelot, Paris, Théâtre du Vaudeville, 14 février 1840
- Le Hochet d'une coquette, comédie en 1 acte, Paris, Théâtre des Variétés, 13 juillet 1840
- L'Œil de verre, comédie en 1 acte, mêlée de chant, Paris, Théâtre du Vaudeville, 15 septembre 1840
- Je connais les femmes ! comédie en 1 acte, mêlée de chant, Paris, Théâtre du Palais-Royal, 14 novembre 1840
- L'Esclave à Paris, comédie anecdotique en 1 acte, mêlée de couplets, avec Pierre Carmouche, Paris, Théâtre des Folies-Dramatiques, 5 mars 1841
- Un mari du bon temps, comédie en 1 acte, mêlée de chant, Paris, Gymnase-Dramatique, 14 août 1841
- Le Premier Chapitre, comédie en 1 acte, mêlée de chant, Paris, Gymnase-Dramatique, 11 juillet 1842
- Une maîtresse anonyme, comédie en 2 actes, mêlée de chant, Paris, Théâtre du Palais-Royal, 8 octobre 1842
- Le Portrait vivant, comédie en 3 actes, avec Mélesville, Paris, Théâtre-Français, 17 octobre 1842
- La Peau du lion, comédie en 2 actes, mêlée de chant, Paris, Théâtre du Palais-Royal, 3 avril 1844
- L'Étourneau, comédie en 3 actes, mêlée de couplets, avec Jean-François Bayard, Paris, Théâtre du Palais-Royal, 7 septembre 1844
- Emma, ou Un ange gardien, comédie en 3 actes, mêlée de chant, Paris, Gymnase-Dramatique, 28 octobre 1844
- Un poisson d'avril, comédie en 1 acte, mêlée de couplets, Paris, Théâtre du Palais-Royal, 1er avril 1845
- Georges et Maurice, comédie vaudeville en 2 actes, avec Jean-François Bayard, Paris, Théâtre du Gymnase, 21 février 1846
- Les Demoiselles de noce, comédie-vaudeville en 2 actes, avec Jean-François Bayard, Paris, Gymnase-Dramatique, 31 octobre 1846
- Un coup de lansquenet, comédie en 2 actes, en prose, Paris, Théâtre-Français, 30 janvier 1847
- La Recherche de l'inconnu, comédie-vaudeville en 2 actes, Paris, Théâtre du Palais-Royal, 8 octobre 1847
- Léonie, drame en 1 acte, mêlé de chants, Paris, Gymnase-Dramatique, 24 janvier 1848
- Rage d'amour, ou la Femme d'un ami, vaudeville en 1 acte, avec Jean-François Bayard, Paris, Théâtre du Gymnase, 22 décembre 1848
- Le Groom, comédie mêlée de couplets, avec Jean-François Bayard, Paris, Théâtre de l'Odéon, 21 août 1849
- Deux Vieux Papillons, comédie en 1 acte, mêlée de couplets, Paris, Théâtre de l'Odéon, 2 mars 1850
- Le Prince Ajax, comédie en 2 actes, mêlée de chant, Paris, Théâtre du Palais-Royal, 10 février 1852
- Les Cœurs d'or, comédie en 3 actes, mêlée de chant, avec Jules de Prémaray et Amédée Achard, Paris, Théâtre du Gymnase, 15 juillet 1854
- Les Jeunes gens, comédie en 3 actes, Paris, Théâtre-Français, 10 mars 1855
- Les Pauvres d'esprit, comédie en 3 actes, en prose, Paris, Théâtre-Français, 27 novembre 1856
- Le Duc Job, comédie en 4 actes et en prose, Paris, Théâtre-Français, 4 novembre 1859
- La Loi du cœur, comédie en 3 actes, en prose, Paris, Théâtre-Français, 6 mars 1862
- Madame Desroches, comédie en 4 actes, en prose, Paris, Théâtre-Français, 18 décembre 1867
- La Gueule du loup, comédie en 4 actes, en prose, Paris, Théâtre du Gymnase, 16 octobre 1872

## Distinctions
- Chevalier de la Légion d'Honneur (1860)
- Officier de la Légion d'Honneur (décret du 7 août 1867)
- Officier de l'Ordre de Léopold